# Ramnagar (Uttarakhand)
Ramnagar è una suddivisione dell'India, classificata come municipal board, di 47.099 abitanti, situata nel distretto di Nainital, nello stato federato dell'Uttarakhand. In base al numero di abitanti la città rientra nella classe III (da 20.000 a 49.999 persone).

## Geografia fisica
La città è situata a 29° 23' 60 N e 79° 7' 0 E e ha un'altitudine di 344 m s.l.m..

## Società

### Evoluzione demografica
Al censimento del 2001 la popolazione di Ramnagar assommava a 47.099 persone, delle quali 24.656 maschi e 22.443 femmine. I bambini di età inferiore o uguale ai sei anni assommavano a 6.917, dei quali 3.634 maschi e 3.283 femmine. Infine, coloro che erano in grado di saper almeno leggere e scrivere erano 31.073, dei quali 17.486 maschi e 13.587 femmine.